# Covington (New York)
Covington è un comune degli Stati Uniti d'America, situato nello Stato di New York, nella contea di Wyoming.